# ソウル駅バス乗換センター
ソウル駅バス乗換センターは、大韓民国ソウル特別市のソウル駅前にあるバスターミナル。地下ソウル駅と接続されている。

## 概要
これまで、ソウル駅周辺にはバス停留所が10カ所に分散しており、市内バスから降車した後に駅を利用するには徒歩で移動しなければならなかった。
そのためソウル市は、2008年7月20日にソウル駅周辺の停留所をソウル駅前の道路の中央に統合し、さらに地下鉄の駅乗り換え通路を新設し、ソウル駅の向かい側のビルに渡って行くことができる公共交通機関の乗換センターを建設すると発表した。 完成は翌年の2009年7月25日となった。

## 歴史
- 2008年 7月20日  ：ソウル市が、ソウル駅周辺のバス停を統合して乗り換えセンターを造成すると発表。
- 2009年 7月25日 : 完成と営業開始

## 乗り場
ソウル駅を基準に近い順に1番から7番まで乗り場番号が指定されている。

## 近くの交通施設
- ソウル駅